# جک کوک
 جک کوک  (به انگلیسی: Jack Cock) (زاده ۱۴ نوامبر ۱۸۹۳ - درگذشته ۱۹ آوریل ۱۹۶۶) بازیکن سابق تیم ملی فوتبال انگلیس، باشگاه فوتبال چلسی و باشگاه فوتبال اورتون است. وی در تاریخ ۲۵ اکتبر ۱۹۱۹ نخستین بازی ملی خود را در مقابل تیم ملی فوتبال ایرلند انجام داد و با حضور در ۲ بازی ملی، در تاریخ ۱۰ آوریل ۱۹۲۰ واپسین بازی ملی‌اش را در برابر تیم ملی فوتبال اسکاتلند برگزار کرد.
این بازیکن توانسته در بازی‌های ملی، ۲ گل به ثمر برساند.